# カラーブックス
カラーブックスとは、1962年に保育社が創刊した文庫本のシリーズで、様々な物事をテーマにした、カラー写真を多く用いたガイドブックを主としている。

## 概要
1962年（昭和37年）4月に最初の4点が刊行される。写真を主体とした文庫本は当時としては画期的であり、社内では出版に対して消極的な意見もあったが、部数を増やし定価を200円（当時）に抑えることで、広く一般に受け容れられた。刊行当時の宣伝文句は「読む文庫から見る文庫へ進化した美と知識の宝庫」「レジャーを活かす現代人のホームライブラリー」というものであった。
第1巻の『ヒマラヤ』から、1999年（平成11年）に発行された『日本の私鉄 京阪』まで、37年にわたり909点が刊行された。なかでも『日本の私鉄』シリーズは会社別に車両や沿線風景を完全収録し、鉄道ファン以外にも人気が高く、1980年2月から31巻刊行された。2020年時点で古書価がいちばん高いのは『すすきののママ101人』で、次に高いのは『レディーのノート』という。
保育社の経営悪化により1999年に刊行が休止された。保育社は経営再建の支援を受けて既存の出版物の増刷出版を続けていたが、2007年（平成19年）5月よりメディカ出版の出資を受け再スタートした。2010年（平成22年）にはかつて30万部以上のヒットとなった河合豊彰の『おりがみ』（1970年刊）と『おりがみ入門』（1975年刊）を合わせたカラーブックス『復刻版 おりがみ』が刊行された。